# Official PlayStation Magazine (Australia)
La Official PlayStation Magazine - Australia (normalmente abreviada OPS) es la revista oficial de las videoconsolas PlayStation en Australia. La revista es publicada por Media Factory Pty. Ltd, y ofrece noticias, reportajes, análisis y novedades de PlayStation, PlayStation Portable, PlayStation 2 y PlayStation 3. Su primer número fue publicado en marzo de 2007 y cuenta con trece números al año. Cada revista viene acompañada siempre por una demo en Blu-ray.